# 林宜澐
林宜澐（1956年8月7日—），台灣花蓮人，小說家。國立政治大學哲學系畢業，輔仁大學哲學系碩士。曾任《中國時報》編輯、慈濟護專講師、大漢技術學院副教授及通識教育中心主任、國立東華大學中國語文學系兼任副教授、《東海岸評論》總編、東村出版總編。現為蔚藍文化出版社社長。

## 簡介
林宜澐1956年出生於花蓮市中華路上的小商人家庭，父為祖籍詔安霞葛於乾隆年間移居大溪之客家人後裔，祖母為竹東客家人，家中經營鞋店兼百貨店，有四兄三姊（其中一兄早夭），父親林先慶曾是花蓮業餘棒球隊的一員，長兄為台灣音響學與錄音學權威林宜勝（1938-2011）。
林宜澐就讀花蓮高中時期開始接觸了小說，其師劉春城（1942-，本名：劉廣元）與鄉土文學作家黃春明、王禎和熟識，本身亦從事創作，著有《不結仔》、《黃春明前傳》等作品，經常於課堂中朗讀台灣文學，林宜澐因此開始在週記上練習撰寫小說，並廣泛閱讀翻譯小說，如托爾斯泰等作家的作品。高中畢業後，考入政大哲學系，畢業後赴英國、美國追尋電影夢未果，返台考入輔大哲學系，1985年取得碩士學位。畢業後曾任職於廣告公司、在四維高中教書三年、擔任《中國時報》編輯半年，之後回花蓮任教於慈濟護專、大漢技術學院、國立東華大學，期間亦擔任《東海岸評論》總編、東村出版總編。
2009年退休後，投入出版行業，成立蔚藍文化出版社。

## 作品

### 短篇小說集
- 《人人愛讀喜劇》（台北：遠流出版公司，1990年）
- 《藍色玫瑰》（台北：麥田出版，1993年）
- 《惡魚》（台北：麥田出版，1997年）
- 《夏日鋼琴》（台北：麥田出版，1998年）
- 《耳朵游泳》（台北：二魚文化，2002年）
- 《晾著》（台北：二魚文化，2010年）
- 《河岸花園了》（台北：九歌出版社，2014年）

### 長篇小說
- 《海嘯》（台北：二魚文化，2013年）

### 散文
- 《東海岸減肥報告書》（台北：大塊文化，2005年）

### 論述
- 《哲學與人生》（台北：揚智文化，2011年）

## 外部連結
- 九歌文學網－林宜澐 （页面存档备份，存于）
- 2007台灣作家作品目錄系統－林宜澐 （页面存档备份，存于）